# Salmanasser V
Salmanasser V was van 727 tot 722 v.Chr. koning van het Nieuw-Assyrische Rijk. Salmanasser V was een zwakke koning en zette de politiek van zijn vader zonder veel succes voort. Hij nam Samaria in na een lang beleg (724 - 722 v.Chr.), maar rond die periode maakte een staatsgreep in Assur een einde aan zijn regering en hij overleed kort daarna, waarschijnlijk op gewelddadige wijze. Hij werd opgevolgd door zijn broer Sargon II.
Hij regeerde onder de naam Ululai over Babylonië, maar daar greep na zijn dood Merodach-balladan de macht.